# 禿島田
禿島田（かむろしまだ）は江戸時代の文化・文政期以降に遊郭の太夫見習いの少女「禿」に結われた髪型で高島田の一種。
花魁の髪形が派手になるにつれてお付の禿も今までのおかっぱから流行の髪型に変化したもので、遊郭の髪型ということもあって一般には広がらなかったが、髪型自体は文化年間から明治時代の遊郭解体まで続いた。現代では「羽根の禿」等、歌舞伎や歌舞伎舞踊で見られる他、祭りのおいらん道中で見られる。

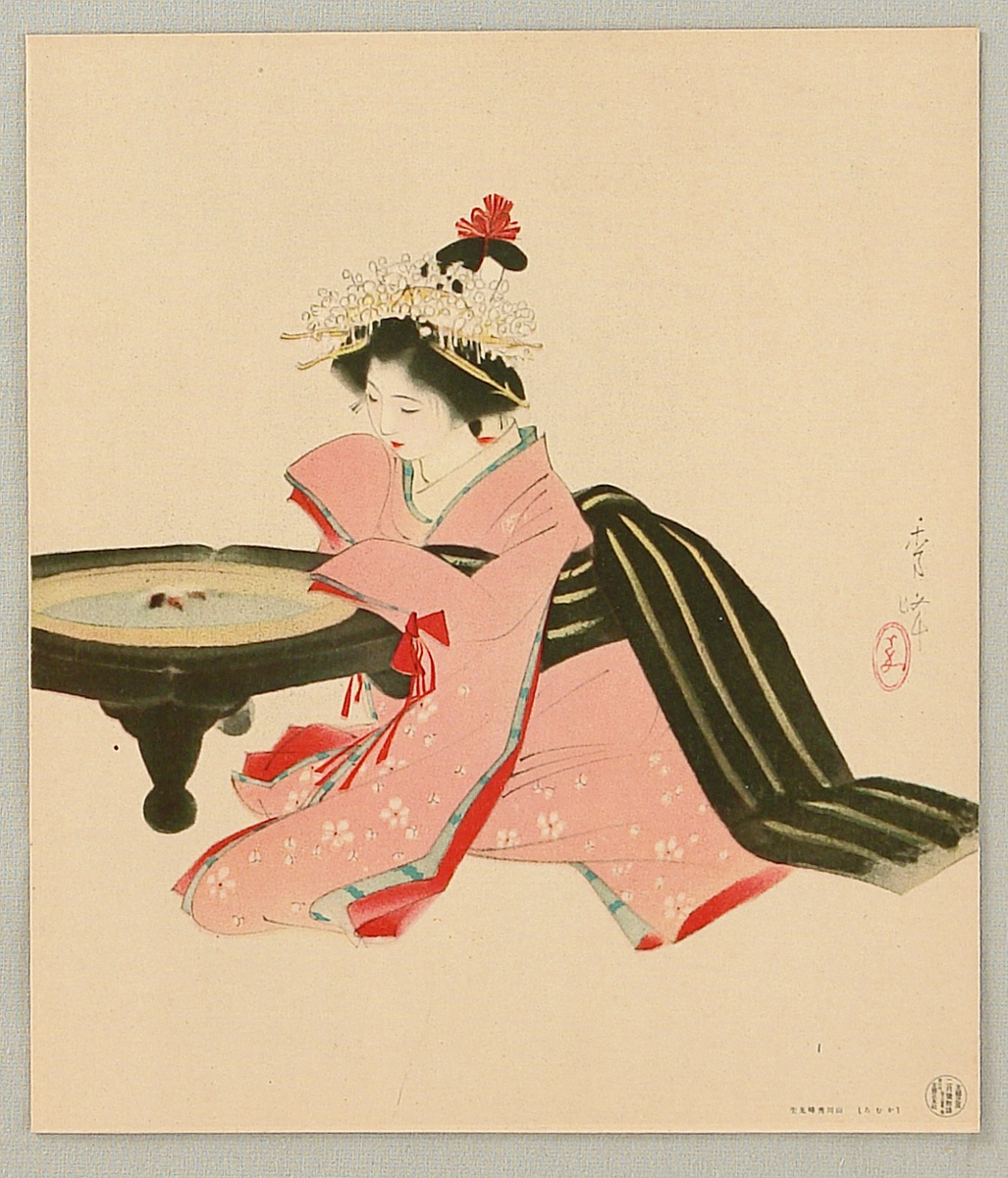
「かむろ」山川秀峰

## 特徴
十代になって間もない位の女の子の髷だけあってやや髷が細く作られる他は、一般に結われる高島田とまったく同じ形で髪飾りの種類と量に特徴がある。
頭の天辺が埋もれるくらい大きな花簪を挿した髷の根元に紅色の和紙をリボンのように飾り、髷の中には鹿の子絞りを施した紅色や桃色の縮緬製の小座布団を色違いで三枚も入れてあって、さらに太い銀の水引を二本並べて髷に飾り結びで括ってあるという華やかなもの。
ただ、髷の形の判別が難しくても当時の絵などを見るとき、頭にあふれんばかりの花簪を差して振袖の袖口にリボンのようなものを掛けている少女がいれば禿と思って間違いない。